# Liste von Sakralbauten im Landkreis Mayen-Koblenz

Landkreis Mayen-Koblenz

Die Liste von Sakralbauten im Landkreis Mayen-Koblenz gibt einen Überblick über die Kirchen, Klöster und sonstigen Sakralbauten im Landkreis Mayen-Koblenz, Rheinland-Pfalz.

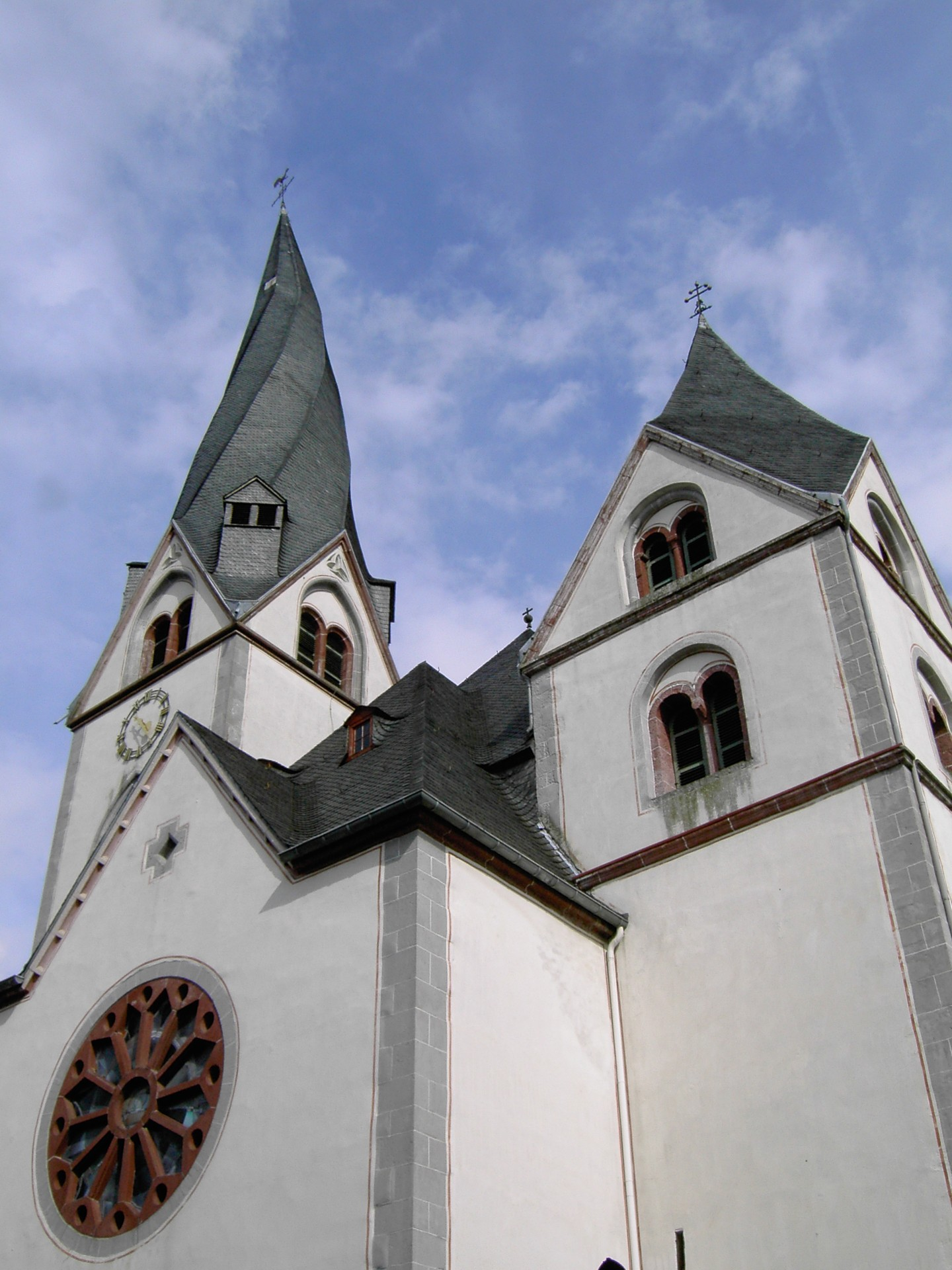
Pfarrkirche St. Clemens in Mayen

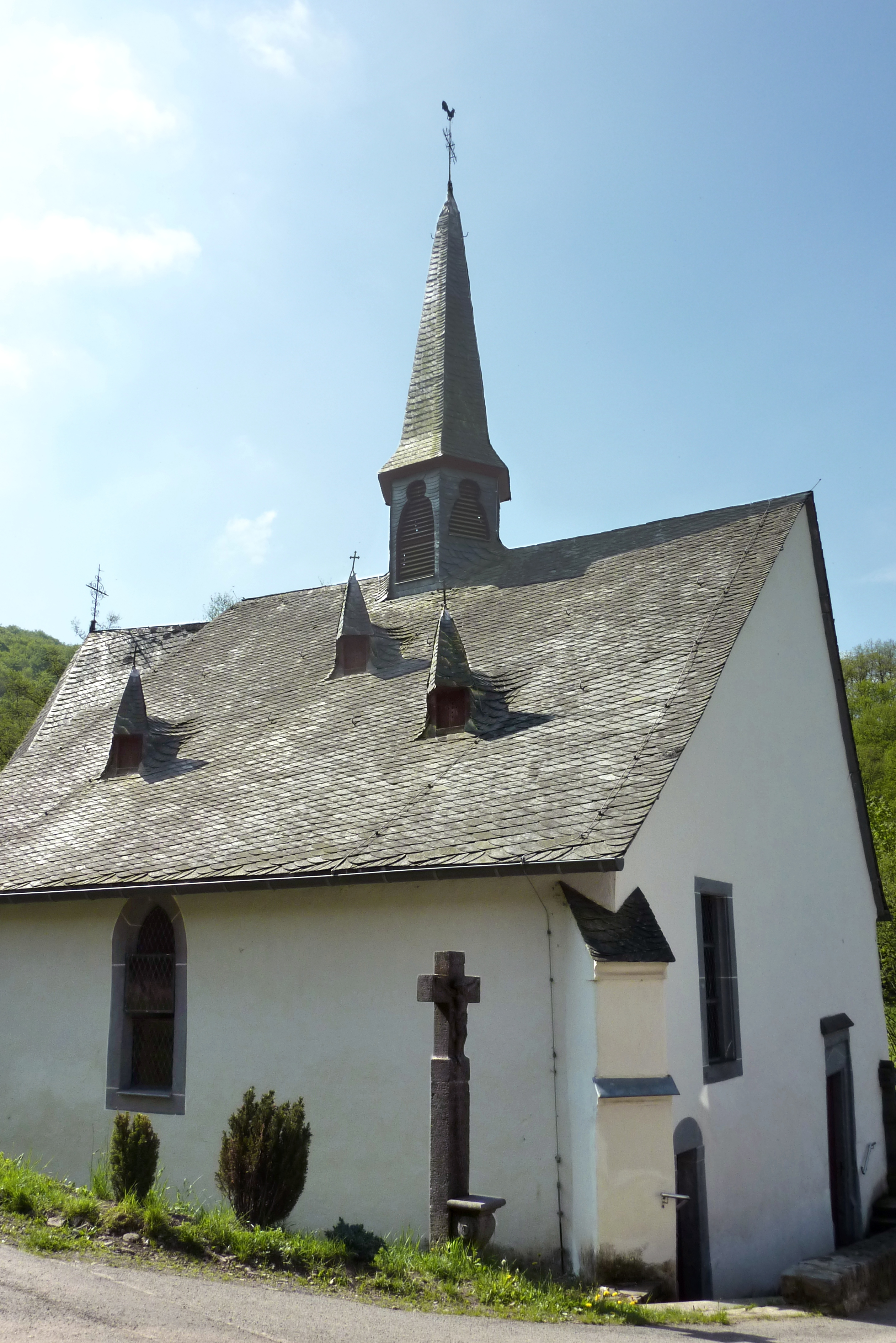
Wallfahrtskapelle St. Jost in Langenfeld

## Liste

### Andernach
- Mariendom, Andernach
- evangelische Christuskirche, Andernach
- evangelische Kreuzkirche, Andernach
- Filial- und Hospitalkirche St. Joseph, ehem. Annuntiatenkirche St. Nikolaus und Elisabeth, Andernach
- Pfarrkirche St. Albert, Andernach
- Michaelskapelle, Andernach
- Pfarrkirche St. Peter, Andernach
- Pfarrkirche St. Stephan, Andernach
- Pfarrkirche Maria Geburt, Andernach, Stadtteil Eich
- Pfarrkirche St. Lubentius, Andernach, Stadtteil Kell
- Pfarrkirche St. Kastor, Andernach, Stadtteil Miesenheim
- Pfarrkirche St. Bartholomäus, Andernach, Stadtteil Namedy
- Klinikkirche der Landesnervenklinik (Simultankirche), Andernach
- ehem. Abtei St. Thomas, Andernach
- Klosterruine Tönisstein

### Bendorf
- Pfarrkirche St. Medard, Bendorf
- Abtei Sayn, Bendorf, Stadtteil Sayn
- Pfarrkirche St. Clemens, Stadtteil Mülhofen

### Mayen
- Pfarrkirche St. Clemens, Mayen
- Pfarrkirche Herz-Jesu, Mayen
- Pfarrkirche St. Veit, Mayen
- Pfarrkirche St. Martin, Mayen, Stadtteil Alzheim
- Pfarrkirche St. Silvester, Mayen, Stadtteil Hausen
- Pfarrkirche St. Bernhard, Mayen, Stadtteil Kürrenberg
- Filialkirche St. Sebastian, Mayen, Stadtteil Nitz
- Synagoge (Mayen)

### Verbandsgemeinde Maifeld
Siehe: Liste von Sakralbauten der Verbandsgemeinde Maifeld

### Verbandsgemeinde Mendig
- Pfarrkirche St. Florinus, Bell
- Pfarrkirche St. Cyriakus, Mendig, Stadtteil Niedermendig
- Pfarrkirche St. Genovefa, Mendig, Stadtteil Obermendig
- Pfarrkirche St. Hubert, Rieden
- Pfarrkirche St. Johannes, Thür
- Wallfahrtskirche St. Marien, Fraukirch
- Filialkirche Mariä Geburt, Volkesfeld
- Synagoge (Niedermendig)

### Verbandsgemeinde Pellenz
- Filialkirche Mariä Geburt, Kretz
- Pfarrkirche St. Dionysius, Kruft
- Pfarrkirche St. Arnulf, Nickenich
- Pfarrkirche St. Willibrord, Plaidt
- Pfarrkirche St. Cäcilia, Saffig
- Synagoge (Saffig), Saffig

### Verbandsgemeinde Rhens
- Pfarrkirche St. Dionysius, Rhens
- Pfarrkirche St. Theresia, Rhens
- Pfarrkirche St. Lambert, Spay
- Peterskapelle, Spay
- Michaeliskapelle, Spay
- Muttergotteskapelle, Spay
- Filialkirche St. Margaretha, Brey
- Synagoge (Rhens)

### Verbandsgemeinde Untermosel
- Prämonstratenserinnenstift Mariaroth, Dieblich
- Pfarrkirche St. Johannes, Hatzenport
- Pfarrkirche St. Rochus, Hatzenport
- Katholische Pfarrkirche St. Lubentius, Kobern-Gondorf
- Kapelle St. Matthias, Kobern-Gondorf
- Wallfahrtskirche Bleidenberg, Oberfell
- Evangelische Pfarrkirche, Winningen

### Verbandsgemeinde Vallendar
Siehe: Liste von Sakralbauten in Vallendar

### Verbandsgemeinde Vordereifel
- Kapelle St. Hubertus, Acht
- Filialkirche St. Aegidius, Anschau
- Kapelle der Hl. Dreifaltigkeit, Arft
- Schutzengelkapelle, Herresbach
- Kapelle St. Lüfthildis, Herresbach, Ortsteil Döttingen
- Pfarrkirche St. Nikolaus, Kottenheim
- Katholische Pfarrkirche St. Quirinus, Langenfeld
- Alte Kirche St. Quirin, Langenfeld
- Wallfahrtskapelle St. Jost, Langenfeld (Eifel)
- Pfarrkirche Heiligste Dreifaltigkeit, Monreal
- Pfarrkirche St. Kastor, Weiler
- Kapelle St. Antonius, Welschenbach
- Katholische Pfarrkirche St. Johannes, des Täufers, St. Johann
- Katholische Pfarrkirche St. Maximin, Ettringen

### Verbandsgemeinde Weißenthurm
- Evangelische Friedenskirche, Weißenthurm
- Katholische Pfarrkirche St. Martin, Bassenheim
- Wallfahrtskapelle St. Marien, Bassenheim, Karmelenberg
- Katholische Pfarrkirche St. Sylvester, Kaltenengers
- Katholische Pfarrkirche St. Bartholomäus, Kettig
- Katholische Pfarrkirche St. Mauritius, Mülheim-Kärlich, Stadtteil Kärlich
- Katholische Pfarrkirche Maria Himmelfahrt, Mülheim-Kärlich, Stadtteil Mülheim
- Katholische Pfarrkirche St. Peter und Paul, Mülheim-Kärlich, Stadtteil Urmitz-Bahnhof
- Kapelle Am Guten Mann, Mülheim-Kärlich
- Katholische Pfarrkirche St. Sebastian, Sankt Sebastian
- Katholische Pfarrkirche St. Georg, Urmitz
- Pfarrkirche Hl. Dreifaltigkeit, Weißenthurm